# Igor Ǵuzełow
Igor Ǵuzełow (lub Ǵuzelov, cyryl. Игор Ѓузелов; ur. 2 kwietnia 1976 w Strumicy, Jugosławia) – północnomacedoński piłkarz, grający na pozycji obrońcy, reprezentant Macedonii.

## Kariera piłkarska

### Kariera klubowa
W 1993 rozpoczął karierę piłkarską w klubie Belasica Strumica. W 1995 przeszedł do Sileksu Kratowo. W 1999 został piłkarzem Hajduka Split. W czerwcu 2001 roku został zaproszony do ukraińskiego Szachtara Donieck. W 2002 podpisał kontrakt z Metałurhiem Donieck. Zimą 2006 klub postanowił sprzedać piłkarza. W rundzie wiosennej sezonu 2005/06 występował na wypożyczeniu w izraelskim Hapoelu Petach Tikwa. Od lata 2006 bronił barw belgijskiego Cercle Brugge. Na początku 2007 podpisał nowy kontrakt z Cercle Brugge, w którym gra do dziś.

### Kariera reprezentacyjna
W latach 1998–2003 występował w reprezentacji Macedonii. Łącznie rozegrał 18 gier i zdobył 1 bramkę.

## Sukcesy i odznaczenia

### Sukcesy klubowe
- mistrz Macedonii: 1997, 1998
- wicemistrz Macedonii: 1999
- zdobywca Pucharu Macedonii: 1997
- mistrz Chorwacji: 2001
- wicemistrz Chorwacji: 2000
- zdobywca Pucharu Chorwacji: 2000
- finalista Pucharu Chorwacji: 2001
- mistrz Ukrainy: 2002
- brązowy medalista Mistrzostw Ukrainy: 2003, 2005
- zdobywca Pucharu Ukrainy: 2002
- finalista Pucharu Belgii: 2010